# Reddellzomus cubensis
Genre
Espèce
Reddellzomus cubensis, unique représentant du genre Reddellzomus, est une espèce de schizomides de la famille des Hubbardiidae.

## Distribution
Cette espèce est endémique de la province de Pinar del Río à Cuba,. Elle se rencontre dans les grottes du Sistema Subterráneo Cueva Fuentes à Minas de Matahambre.

## Description
Les mâles mesurent de 5,02 à 5,10 mm et les femelles de 4,42 à 4,95 mm.

## Étymologie
Le genre est nommé en l'honneur de James R. Reddell.
Son nom d'espèce, composé de cub[a] et du suffixe latin -ensis, « qui vit dans, qui habite », lui a été donné en référence au lieu de sa découverte, Cuba.

## Publication originale
- Armas, 2002 : Dos géneros nuevos de Hubbardiidae (Arachnida: Schizomida) de Cuba. Revista Iberica de Aracnologia, vol. 5, p. 3-9 (texte intégral).